# 大坪镇 (普宁市)
大坪镇是中华人民共和国广东省揭阳市普宁市下辖的一个乡镇级行政单位，位于南阳山区，辖区总面积75平方公里，户籍人口30102人（2008年），下辖1个社区和12个行政村。

## 行政区划
赤岗镇下辖以下地区：
梅坪社区、善德村、甲湖村、粘田村、埔心村、稔尾村、新竹村、埔岭村、大坪村、三溪坝村、新福村、塘唇村和龙坑村。